# Összetétel programtervezési minta
A számítógépes programozásban az összetétel programtervezési minta vagy összetétel tervezési minta  egy strukturális programtervezési minta. Az összetétel minta az írja le, hogy az objektumok egy csoportját ugyanúgy kell kezelni, mint egy adott objektum példányait külön-külön. Az összetétel itt arra utal, hogy fa struktúrába szervezzünk objektumokat így reprezentálva a rész-egész hierarchiákat. Az összetétel minta lehetővé teszi, hogy a kliensek az önálló objektumokat és összetételeket egységes módon kezeljék.

## Motiváció
Amikor fa struktúrájú adatokkal foglalkozunk, a fejlesztőnek gyakran különbséget kell tudni tennie a levél elemeket az egyéb csomópontoktól. Ez a kódot még komplexebbé és hibára hajlamossá teszi. A megoldás egy interfész, amely lehetővé teszi a komplex és primitív objektumok egységes kezelését. Az objektumorientált programozásban az összetétel egy objektum tervezési mód, hasonló objektumok 1 vagy több kapcsolata, mindegyik hasonló funkcionalitással ellátva. Ezt úgy hívják, hogy "has-a" kapcsolat objektumok között. A kulcs fogalom az, hogy hogyan lehet manipulálni az objektum egy példányát ugyanúgy, mintha az objektum egy egész csoportját manipulálnánk. Azoknak a műveleteknek, melyeket végre lehet hajtani az összes összetett objektumon gyakran van egy legkisebb közös nevező kapcsolata. Például  ha a képernyőn egy rendszert definiálunk csoportosított alakzatok képeihez, hasznos lenne, ha definiálnánk átméretezését az alakzatok egy csoportjára, úgy hogy ugyanaz a hatásuk (bizonyos értelemben) legyen mintha csak egy alakzatot kellett volna átméretezni.

## Használata
Az összetételt akkor célszerű használni, ha a kliensek figyelmen kívül hagyják a különbséget az objektumok összetétele és az önálló objektumok között. Ha fejlesztők úgy találják, hogy több objektumot akarnak azonos módon használni és gyakran van majdnem azonos kódjuk az egyes elemek kezelésére, akkor az összetétel egy jó választás; kevésbé komplex ebben az esetben kezelni az egyszerű és összetett objektumokat homogén módon.

## Struktúra
Komponens

Összetétel tervezési minta UML-ben.

- absztrakció az összes összetevőhöz, beleértve az összetettet is
- az objektumok számára meghatározza az interfészt az összetételben
- (nem kötelező) meghatározza az interfészt egy komponens szülőjének eléréséhez a rekurzív struktúrában, és megvalósítja azt, amennyiben szükséges

Levél elem
- reprezentálja a levél objektumokat az összetételben
- megvalósítja az összes komponens metódust

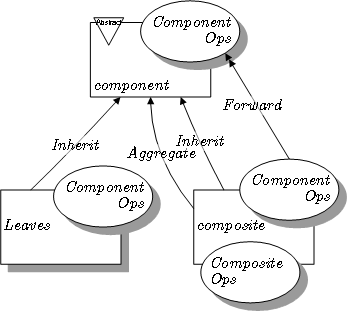
Összetétel minta LePUS3-ban.

Összetétel
- reprezentál egy összetett komponenst (gyerekekkel rendelkező komponens)
- megvalósítja a gyerekek kezeléséhez szükséges metódusokat
- megvalósítja az összes komponens metódust, általában  a gyerekekhez való delegálással

## Variációk
Mint ahogy azt leírtuk a tervezési mintákban a minta szintén magába foglalja a gyerek kezeléséhez szükséges metódusokat a fő komponens interfészében, nem csak az összetétel alosztályaiban. Újabb leírásokban néha kihagyják ezeket a metódusokat.

## Példák
A következő példa Java nyelven íródott, amely egy grafikus osztályt implementál, amely lehet egy ellipszis vagy a más grafikus elemek összetétele. Minden grafika nyomtatható. A Backus-Naur-formával:
```
       Graphic = ellipse | GraphicList
       GraphicList = empty | Graphic GraphicList
```

Ki lehet terjeszteni, hogy számos más alakot (négyzet stb.) ill. metódust (forgatást stb.) implementáljon.

### Java
```
/** "Component" */

interface
 
Graphic
 
{

    
//Prints the graphic.

    
public
 
void
 
print
();

}

/** "Composite" */

import
 
java.util.List
;

import
 
java.util.ArrayList
;

class
 
CompositeGraphic
 
implements
 
Graphic
 
{

    
//Collection of child graphics.

    
private
 
List
<
Graphic
>
 
childGraphics
 
=
 
new
 
ArrayList
<
Graphic
>
();

    
//Prints the graphic.

    
public
 
void
 
print
()
 
{

        
for
 
(
Graphic
 
graphic
 
:
 
childGraphics
)
 
{

            
graphic
.
print
();

        
}

    
}

    
//Adds the graphic to the composition.

    
public
 
void
 
add
(
Graphic
 
graphic
)
 
{

        
childGraphics
.
add
(
graphic
);

    
}

    
//Removes the graphic from the composition.

    
public
 
void
 
remove
(
Graphic
 
graphic
)
 
{

        
childGraphics
.
remove
(
graphic
);

    
}

}

/** "Leaf" */

class
 
Ellipse
 
implements
 
Graphic
 
{

    
//Prints the graphic.

    
public
 
void
 
print
()
 
{

        
System
.
out
.
println
(
"Ellipse"
);

    
}

}

/** Client */

public
 
class
 
Program
 
{

    
public
 
static
 
void
 
main
(
String
[]
 
args
)
 
{

        
//Initialize four ellipses

        
Ellipse
 
ellipse1
 
=
 
new
 
Ellipse
();

        
Ellipse
 
ellipse2
 
=
 
new
 
Ellipse
();

        
Ellipse
 
ellipse3
 
=
 
new
 
Ellipse
();

        
Ellipse
 
ellipse4
 
=
 
new
 
Ellipse
();

        
//Initialize three composite graphics

        
CompositeGraphic
 
graphic
 
=
 
new
 
CompositeGraphic
();

        
CompositeGraphic
 
graphic1
 
=
 
new
 
CompositeGraphic
();

        
CompositeGraphic
 
graphic2
 
=
 
new
 
CompositeGraphic
();

        
//Composes the graphics

        
graphic1
.
add
(
ellipse1
);

        
graphic1
.
add
(
ellipse2
);

        
graphic1
.
add
(
ellipse3
);

        
graphic2
.
add
(
ellipse4
);

        
graphic
.
add
(
graphic1
);

        
graphic
.
add
(
graphic2
);

        
//Prints the complete graphic (four times the string "Ellipse").

        
graphic
.
print
();

    
}

}

```

### C#
A következő grafikai példa C#-en íródott.
```
namespace
 
CompositePattern

{

    
using
 
System
;

    
using
 
System.Collections.Generic
;

    
using
 
System.Linq
;

    
//Client

    
class
 
Program

    
{

        
static
 
void
 
Main
(
string
[]
 
args
)

        
{

            
// initialize variables

            
var
 
compositeGraphic
 
=
 
new
 
CompositeGraphic
();

            
var
 
compositeGraphic1
 
=
 
new
 
CompositeGraphic
();

            
var
 
compositeGraphic2
 
=
 
new
 
CompositeGraphic
();

            
//Add 1 Graphic to compositeGraphic1

            
compositeGraphic1
.
Add
(
new
 
Ellipse
());

            
//Add 2 Graphic to compositeGraphic2

            
compositeGraphic2
.
AddRange
(
new
 
Ellipse
(),
 

                
new
 
Ellipse
());

            
/*Add 1 Graphic, compositeGraphic1, and 

              compositeGraphic2 to compositeGraphic */

            
compositeGraphic
.
AddRange
(
new
 
Ellipse
(),
 

                
compositeGraphic1
,
 

                
compositeGraphic2
);

            
/*Prints the complete graphic 

            (four times the string "Ellipse").*/

            
compositeGraphic
.
Print
();

            
Console
.
ReadLine
();

        
}

    
}

    
//Component

    
public
 
interface
 
IGraphic

    
{

        
void
 
Print
();

    
}

    
//Leaf

    
public
 
class
 
Ellipse
 
:
 
IGraphic

    
{

        
//Prints the graphic

        
public
 
void
 
Print
()

        
{

            
Console
.
WriteLine
(
"Ellipse"
);

        
}

    
}

    
//Composite

    
public
 
class
 
CompositeGraphic
 
:
 
IGraphic

    
{

        
//Collection of Graphics.

        
private
 
readonly
 
List
<
IGraphic
>
 
graphics
;

        
//Constructor 

        
public
 
CompositeGraphic
()

        
{

            
//initialize generic Collection(Composition)

            
graphics
 
=
 
new
 
List
<
IGraphic
>
();

        
}

        
//Adds the graphic to the composition

        
public
 
void
 
Add
(
IGraphic
 
graphic
)

        
{

            
graphics
.
Add
(
graphic
);

        
}

        
//Adds multiple graphics to the composition

        
public
 
void
 
AddRange
(
params
 
IGraphic
[]
 
graphic
)

        
{

            
graphics
.
AddRange
(
graphic
);

        
}

        
//Removes the graphic from the composition

        
public
 
void
 
Delete
(
IGraphic
 
graphic
)

        
{

            
graphics
.
Remove
(
graphic
);

        
}

        
//Prints the graphic.

        
public
 
void
 
Print
()

        
{

            
foreach
 
(
var
 
childGraphic
 
in
 
graphics
)

            
{

                
childGraphic
.
Print
();

            
}

        
}

    
}

}

```

#### Egy egyszerű példa
```
    
//IVSR: Composite example

    
/// Treats elements as composition of one or more elements, so that components 

    
/// can be separated between one another

    
public
 
interface
 
IComposite

    
{

        
void
 
CompositeMethod
();

    
}

    
public
 
class
 
LeafComposite
 
:
IComposite
 

    
{

        
#region IComposite Members

        
public
 
void
 
CompositeMethod
()

        
{

            
//To Do something

        
}

        
#endregion

    
}

    
/// Elements from IComposite can be separated from others 

    
public
 
class
 
NormalComposite
 
:
 
IComposite

    
{

        
#region IComposite Members

        
public
 
void
 
CompositeMethod
()

        
{

            
//To Do Something

        
}

        
#endregion

        
public
 
void
 
DoSomethingMore
()

        
{

            
//Do Something more .

        
}

    
}

```

## Fordítás
Ez a szócikk részben vagy egészben  a   Composite pattern című angol Wikipédia-szócikk ezen változatának fordításán alapul.  Az eredeti cikk szerkesztőit annak laptörténete sorolja fel. Ez a jelzés csupán a megfogalmazás eredetét és a szerzői jogokat jelzi, nem szolgál a cikkben szereplő információk forrásmegjelöléseként.